# Joan Josep Hervás i Arizmendi
Joan Josep Hervás i Arizmendi   (Rivas de Jarama, 12 de juny de 1850 - març 1914) fou un arquitecte català. La seva obra s'emmarca en els corrents historicistas i modernistas de finals del segle xix i principis del xx, en la línia d'Elies Rogent, Josep Vilaseca i Lluís Domènech i Montaner.

## Biografia
Fill d'un telegrafista, durant els seus anys d'estudiant a l'Escola d'Arquitectura de Barcelona va ingressar en el Cos de Telègrafs i va ser destinat a la Capitania General, coincidint amb la Tercera Guerra Carlina. Es titulà el 14 de juny del 1879, i, poc després, va successivament ocupar el càrrec d'arquitecte municipal de Sitges, Tortosa i de Manila (Filipines), entre 1882 i 1898. Allà va projectar obres públiques i privades com el subministrament d'aigua potable a la ciutat, el complex de l'Ateneu de Manila, així com edificis industrials i comercials, cases urbanss i torres d'esbarjo.
De retorn a Barcelona por motius de salut, va projectar diverses torres senyorials a Sarrià - Sant Gervasi i el palauet amb aspecte de château francès per a Luis Pérez Samanillo, que el 1911 va guanyar el premi del concurs anual d'edificis artístics de l'Ajuntament de Barcelona, i que des del 1950 és la seu del Círculo Ecuestre.
Vivia a la seva torre del carrer de Pomaret, 16 amb la seva esposa Isabel Sebastià i Silva, natural d'Iloilo (Filipines), amb els seus set fills, tots nascuts a Manila.

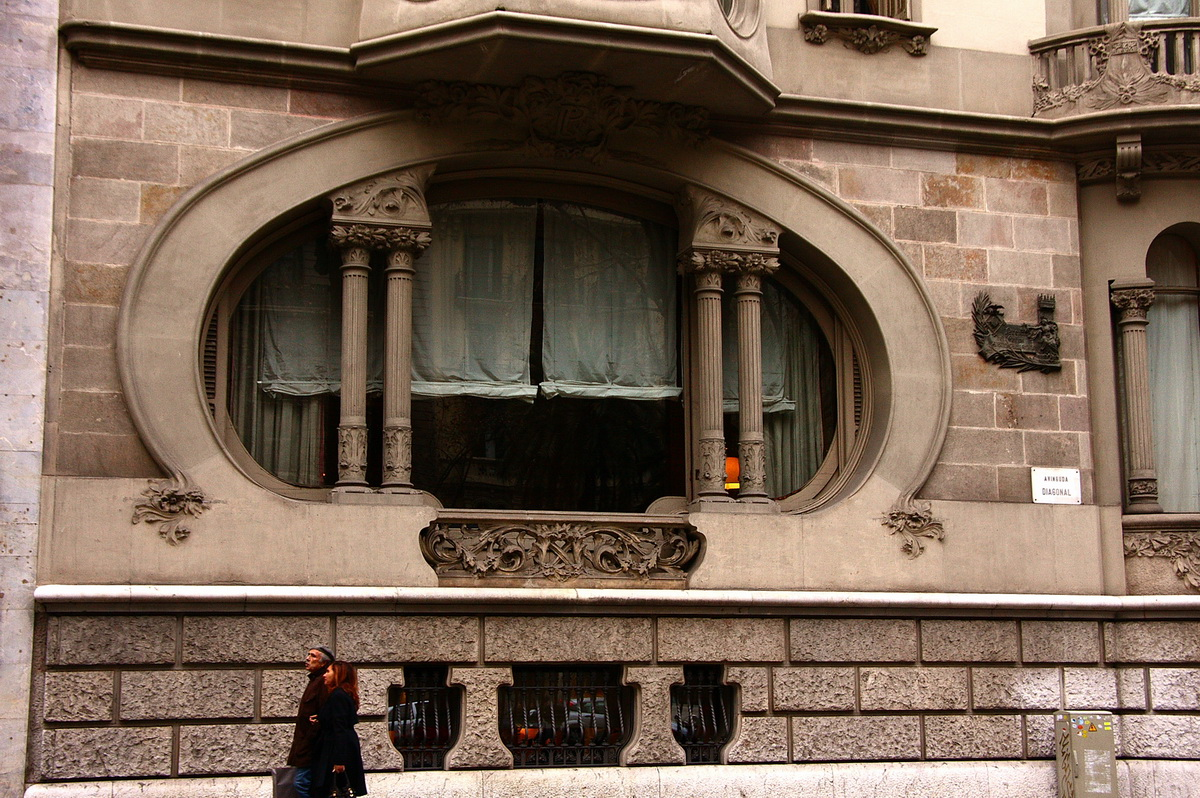
Finestra a la Diagonal de la casa Perez Samanillo